# 1842년 미국 상원의원 선거
1842년 미국 상원의원 선거는 1842년 각 주에서 2명씩 상원의원을 선출했다

## 선거 결과
| 정당   | 의석 수 |
| ------ | ------- |
| 휘그당 | 29석    |
| 민주당 | 23석    |